# Jimmy Knepper
James M. "Jimmy" Knepper (22. november 1927 – 14. juni 2003 i USA) var en amerikansk trombonist,komponist og arrangør.
Knepper er mest kendt for sit virke i Charles Mingus´ grupper; han var Mingus' arrangør og komponerede også en del til orkesteret. Han har også lavet en del plader i eget navn. bl.a. jazzklassikeren Pepper-Knepper Quintet(1958), med barytonsaxofonisten Pepper Adams. 
Han har også spillet med Dannie Richmond, Gil Evans, Thad Jones, Mel Lewis, George Adams og Kai Winding.

## Udvalgt Diskografi

### Som leder
- Pepper-Knepper kvintet
- A Swinging Introduction to Jimmy Knepper
- Jimmy Knepper in LA.
- Cunningbird

### Som sideman
- Tijuana Moods – Charles Mingus
- Blues and Roots – Charles Mingus
- The Clown – Charles Mingus
- Mingus Ah Um – Charles Mingus
- Reincarnation Of A Love Bird – Charles Mingus
- Oh Yeah – Charles Mingus
- Out Of The Cool – Gil Evans
- The Individualism Of Gil Evans
- Consumation – Thad Jones/Mel Lewis Big Band
- Central Park North – Thad Jones/Mel Lewis Big Band
- Suite For Pops – Thad Jones/Mel Lewis Big Band
- Potpourri – Thad Jones/Mel Lewis Big Band
- Live in Tokyo – Thad Jones/Mel Lewis Big band
- Gentleman´s Agreement – Dannie Richmond/George Adams
- Hand To Hand – Dannie Richmond/George Adams